# Hamshahri

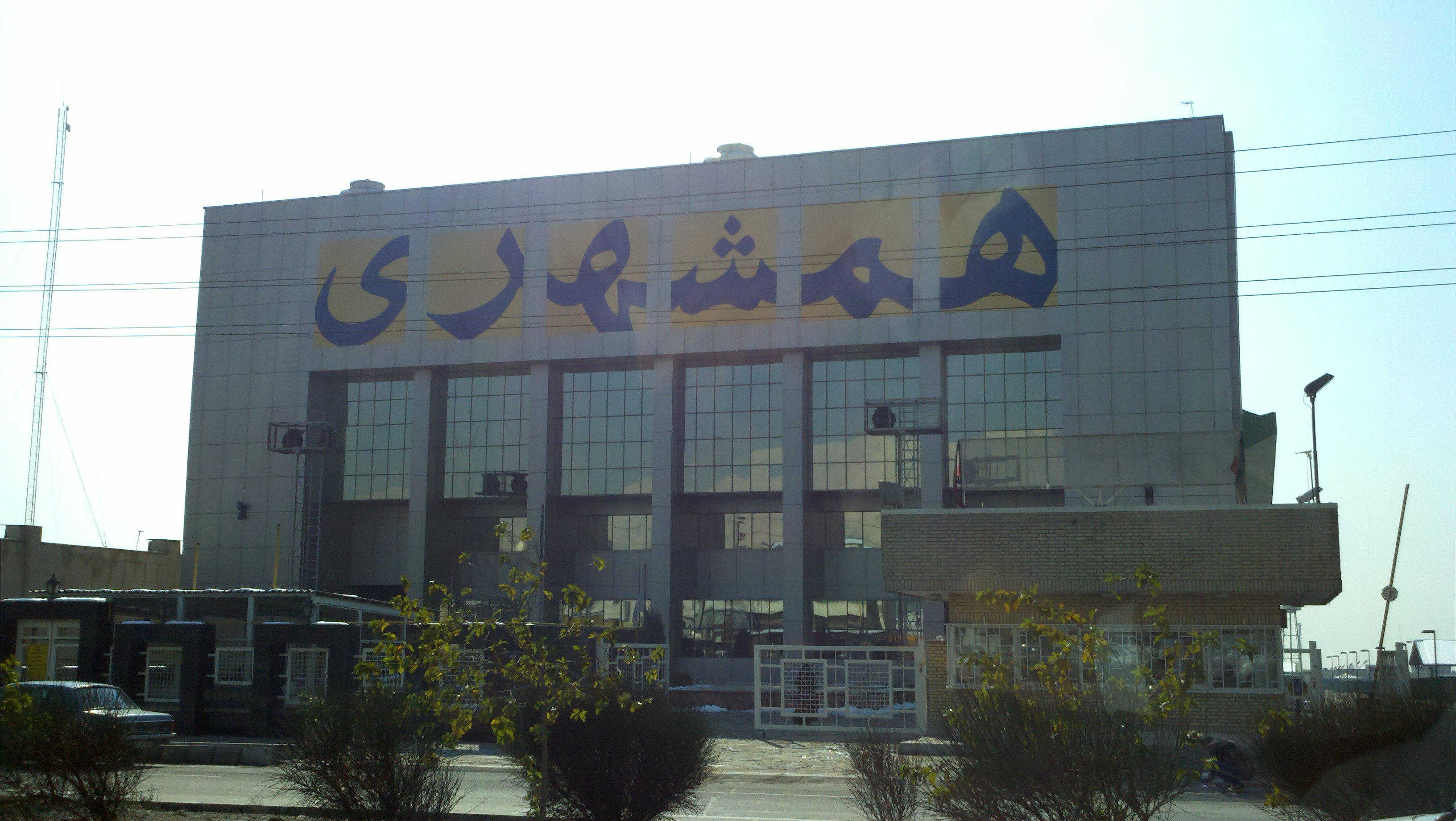
Hauptgebäude von Hamschahri

Hamshahri (persisch همشهری Hæmschæhri, deutsch Der Mitbürger) ist eine iranische Tageszeitung, die seit 1992 von der Teheraner Gemeindeverwaltung herausgegeben wird; ihr Gründer ist Gholamhossein Karbastschi.
Am 6. Februar 2006 schrieb der Leiter der Grafikredaktion, Farid Mortazavi, einen Holocaust-Karikaturen-Wettbewerb aus.